# Hošťálkovice
Hošťálkovice (německy Hoschialkowitz, dříve Hoschialkowitz über Ratibor, od roku 1939 Gottschalksdorf, polsky Hoszczalkowice) jsou vesnice a městský obvod v rámci města Ostravy. Leží na výšině nad ústím Opavy do Odry, na jejich levém břehu. V letech 1742–1920 patřily k Prusku a byly nejjižněji položenou obcí pruského (či německého) Slezska.
Téměř celý katastr městského obvodu leží v hlučínské části Slezska, ale velice malá okrajová část katastru (území na pravém břehu starého nezregulovaného koryta poblíž souřadnic 49°50'45.2" s.š., 18°13'33.0" v.d.) leží podle historických map na Moravě (původně tyto části náležely ke katastrálnímu území Mariánské Hory).

## Název
Název vesnice byl odvozen od osobního jména Hošťálek (ve starší podobě Hoščálek), což byla hláskově upravená podoba německého jména Gottschalk. Původně šlo o označení obyvatel vsi a znamenalo „Hošťálkovi lidé“.

## Historie
Na katastru obce bylo sídliště pravěkých lidi, které je potvrzené nálezy z blízkého kopce Hladový vrch.
O první písemné historické zmínce se vedou mezi historiky spory. A. Turek cituje listinu z roku 1377 týkající se dělení Opavska, kde je zmíněna ves Hoschczalkowicz. Novější studie Jaroslava Bakaly tvrdí, že uvedený název se vztahoval na osadu Hošťálkovy u Krnova. První spolehlivá zmínka, ke které se přiklání většina historiků, je tak až z roku 1434, kdy rytíř Mikuláš Zajíček koupil ves Martinov. Roku 1502 prodali jeho synové Lacek a Václav Hošťálkovice Jindřichovi z Děhylova. Od roku 1536 do roku 1809 byly součástí hlučínského panství. V pečeti měly v roce 1722 doprava obrácený pluh stojící na trávníku, nad kterým byla vpravo nahoře umístěna květina, zřejmě růže. Po prohrané rakousko-pruské válce o Slezsko připadly v roce 1742 Prusku. Až do počátku 19. století si udržovaly zemědělský charakter. Poté se většina obyvatelstva věnovala práci v průmyslovém okolí či v podnicích přímo na území obce. Nacházel se zde např. kamenolom, lihovar, mlýn či pila.
K Československu byly připojeny 4. února 1920 v rámci Hlučínska. Po Mnichovské dohodě se staly od 9. října 1938 součástí Třetí říše, a to až do osvobození 30. dubna 1945. Po roce 1945 zůstaly Hošťálkovice typickou příměstskou obcí. Její obyvatelé dojížděli za prací do okolí a zároveň obhospodařovali vlastní zemědělské pozemky. 24. dubna 1976 byly Hošťálkovice připojeny k Ostravě a od 24. listopadu 1990 jsou jedním z jejích městských obvodů.

## Symboly
Znak a prapor byly uděleny usnesením Rady města Ostravy číslo 3481/88 z 6. září 1994.
Znak
Polcený štít; v pravém zlatém poli vyniká půl slezské orlice, levá polovina zeleno-stříbrně dělena, nahoře pluh přirozených barev, dole dvě modrá vlnitá břevna.
Prapor
Avers opakuje znak, revers tvoří pět vodorovných pruhů, černý, modrý, žlutý, zelený a bílý.

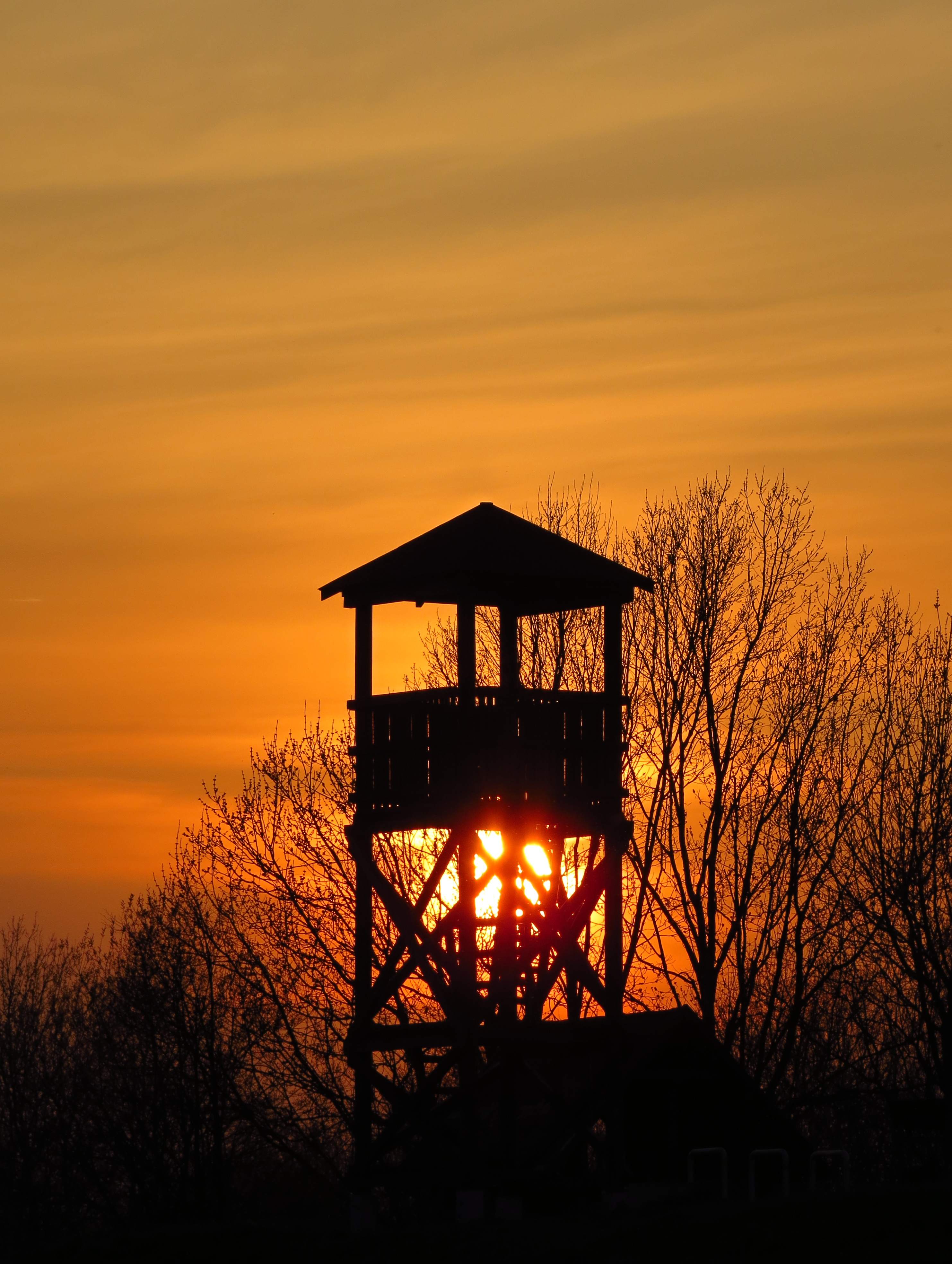
Hošťálkovická rozhledna

## Další informace
V obci je také malá rozhledna a poblíž posezení, informační tabule a sportovní aktivity pro děti.
V obci je také původně barokní kostel Všech svatých postavený v r. 1793 na místě dřívějšího dřevěného kostela. Kostel byl později upraven v novorománském slohu.
V severní části obce se nachází televizní vysílač.